# Hercus rectus
Hercus rectus är en stekelart som beskrevs av Gupta 1984. Hercus rectus ingår i släktet Hercus och familjen brokparasitsteklar. Inga underarter finns listade i Catalogue of Life.